# Fiat 600 Multipla
De Fiat 600 Multipla was een variant van de Fiat 600 die FIAT in 1955 had geïntroduceerd. De Multipla werd officieel voorgesteld op de Autosalon van Brussel in januari 1956. Het model werd omschreven als een "stationcar" (een kleine monovolume) met vier of zes zitplaatsen in respectievelijk twee of drie rijen van twee. De achterste rijen konden weggeklapt worden zodat er een grote laadruimte ontstond van 1,75 m.
De Multipla was slechts ongeveer 30 cm langer dan de standaard 600. De voorste zitplaatsen waren zo ver mogelijk naar voren geplaatst zodat de chauffeur boven de vooras zat. De voorste portieren klapten open naar achteren, zogenaamde zelfmoordportieren, en de achterste portieren naar voren.
De 600 Multipla had dezelfde viercilindermotor als de Fiat 600. De motor was achterin geplaatst en de auto had achterwielaandrijving.
De Multipla werd gebouwd van 1956 tot 1965. Er zijn 243.000 stuks van gebouwd.
Fiat heeft de naam Multipla later opnieuw gebruikt voor de Fiat Multipla uit 1998.
Huidige modellen: 
124 Spider ·
500 ·
500e ·
500L ·
500X ·
600 ·
Aegea ·
Argo ·
Cronos · 
Doblò · 
Ducato ·
Fiorino ·
Fullback ·
Linea ·
Palio · 
Panda · 
Punto · 
Qubo ·
Scudo · 
Siena ·
Strada ·
Tipo · 
Ulysse
Historische modellen na de Tweede Wereldoorlog: 
124 · 
125 · 
126 · 
127 · 
128 · 
130 · 
131 · 
132 · 
133 · 
147 · 
148 · 
242 ·
500 ·
600 · 
600 Multipla · 
850 · 
1100 · 
1200 · 
1300/1500 · 
1400/1900 · 
1800/2100 · 
2300 · 
Albea ·
Argenta · 
Barchetta · 
Bianchina ·
Bravo · 
Brío · 
Campagnola · 
Cinquecento · 
Coupé · 
Croma · 
Dino · 
Duna · 
Elba ·
Fiorino ·
Freemont ·
Grande Punto ·
Idea ·
Marea · 
Marengo · 
Mod 5 · 
Multipla · 
Oggi · 
Panorama · 
Penny · 
Prêmio · 
Regata · 
Ritmo · 
Sedici ·
Seicento · 
Spazio · 
Stilo ·
Talento · 
Tempra · 
Tipo · 
Turbina · 
Uno · 
Vivace · 
X1/9
Historische modellen voor de Tweede Wereldoorlog: 
1 · 
1T · 
10 HP · 
12 HP · 
24 HP · 
2B Torpedo · 
4 HP · 
501 · 
502 · 
503 · 
505/507 · 
508 · 
509 · 
510/512 · 
514 · 
515 · 
518 · 
519 · 
520 · 
521 · 
522 · 
524 · 
525 · 
527 · 
60 HP · 
70 · 
801 · 
1100 · 
1500 · 
2800 · 
Brevetti · 
Laundolet · 
Modello O · 
Tipo 2 · 
Tipo Torpedo · 
Topolino · 
Zero